# Карл Амери
Карл Амери (на немски: Carl Amery) е немски писател и публицист. Член е на свободното литературно сдружение Група 47, председател на Съюза на немските писатели (1976/77) и президент на немския ПЕН клуб (1989–1991). От 1967 до 1974 г. Амери членува в ГСДП. През 1980 г. става съосновател на Партията на зелените.

## Биография
Карл Амери (псевдоним на Кристиан Антон Майер) е роден на 9 април 1922 г. в Мюнхен. Детството си прекарва главно в Пасау и Фрайзинг като ученик в хуманитарни гимназии. После следва филология в Мюнхенския Лудвиг Максимилиан университет, а също литературна теория и критика в Американския католически университет във Вашингтон, САЩ.
По време на Втората световна война 21-годишният Карл Амери попада в американски плен. През 1946 г. се завръща в Мюнхен и там продължава прекъснатото си следване. Започва да пише – отначало под леко американизираното си име „Крис Майер“, а после избира за свой псевдоним „Карл Амери“, при което „Амери“ е анаграма на „Майер“.
През 1954 г. излиза първият му роман „Надпреварата“. През 1958 г. Амери утвърждава името си на сатирик с романа „Голямата обиколка на Германия“.
От 1967 до 1971 г. Карл Амери е директор на Градската библиотека в Мюнхен. През 1974 г. започва да пише научна фантастика и си създава име в този жанр.

### Романи и разкази
- Der Wettbewerb. Roman, 1954
- Die Große Deutsche Tour. Heiterer Roman, 1958
- Das Königsprojekt. Roman, 1974
- Der Untergang der Stadt Passau. Science Fiction-Roman, 1975
- An den Feuern der Leyermark. Roman, 1979
- Im Namen Allahs des Allbarmherzigen, 1981
- Nur einen Sommer gönnt Ihr Gewaltigen, 1985
- Die starke Position oder Ganz normale MAMUS. Acht Satiren, 1985
- Die Wallfahrer. Roman, 1986
- Das Geheimnis der Krypta. Roman, 1990

### Радиопиеси
- Ich stehe zur Verfügung, 1966
- Finale Rettung Michigan, 1982
- Schirmspringer, 1984
- Das Penthouse-Protokoll, 1987

### Есета и публицистика
- 1963: Die Kapitulation oder Deutscher Katholizismus heute.
- 1964: Die Provinz. Kritik einer Lebensform. (Hrsg.)
- 1967: Fragen an Welt und Kirche. 12 Essays.
- 1972: Das Ende der Vorsehung. Die gnadenlosen Folgen des Christentums.
- 1974: Bayern, ein Rechts-Staat? Das politische Porträt eines deutschen Bundeslandes. (mit Jochen Kölsch Hrsg.)
- 1976: Natur als Politik. Die ökologische Chance des Menschen.
- 1978: Energiepolitik ohne Basis. Vom bürgerlichen Ungehorsam zur energiepolitischen Wende. (mit Peter Cornelius Mayer-Tasch und K. M. Meyer-Abich)
- 1980: Leb wohl, geliebtes Volk der Bayern.
- 1985: Die ökologische Chance.[1]
- 1988: Voll tiefen Mitleids. Bayerische Reflexionen zur Kieler Affäre.
- 1988: Das ökologische Problem als Kulturauftrag.
- 1991: Bileams Esel. Konservative Aufsätze.[2]
- 1994: Die Botschaft des Jahrtausends. Von Leben, Tod und Würde.[3]
- 1995: Wenn aber das Salz schal geworden ist... Künden die Kirchen auf der Höhe der Zeit?
- 1998: Hitler als Vorläufer. Auschwitz – der Beginn des 21. Jahrhunderts?
- 2000: Du voll Unendlichkeit.
- 2001: Klimawechsel. Von der fossilen zur solaren Kultur. (mit Hermann Scheer: Ein Gespräch mit Christiane Grefe)
- 2002: Global Exit. Die Kirchen und der Totale Markt.[4][5]
- 2005: Briefe an den Reichtum. (Hrsg.)[6]
- 2007: Arbeit an der Zukunft. Essays.

## Награди и отличия
- 1973: Ludwig-Thoma-Medaille der Stadt München
- 1975: Награда Ернст Хоферихтер
- 1979: Награда Тукан
- 1979: Deutscher Preis für Denkmalschutz, Silberne Halbkugel
- 1984: Bayerischer Friedenspreis
- 1985: Награда Курд Ласвиц
- 1987: Награда Курд Ласвиц
- 1987: Федерален орден за заслуги (I степен)
- 1988: Bundes Naturschutz in Bayern
- 1988: Награда Курд Ласвиц
- 1989: „Награда Фридрих Меркер“ за есеистика
- 1991: Вецларска награда за фантастика
- 1991: Награда Курд Ласвиц
- 1991: Мюнхенска литературна награда
- 1996: Deutscher Fantasy-Preis
- 1997: Wilhelm-Hoegner-Preis
- 2006: Награда Курд Ласвиц (посмъртно)

През 2007 г. Съюзът на немските писатели в Бавария учредява в памет на Амери литературната награда Карл Амери. (През 2011 г. отличието е присъдено на Илия Троянов).